# Orchestre symphonique de Cincinnati
L'Orchestre symphonique de Cincinnati (en anglais Cincinnati Symphony Orchestra - CSO) est l'un des orchestres symphoniques américains les plus anciens.

## Historique
Après la formation de différents orchestres entre 1825 et 1872, l'association orchestrale de Cincinnati (Cincinnati Orchestra Association) est fondée en 1893 par la femme du futur président des États-Unis, William Howard Taft. L'orchestre donne ses premiers concerts en 1895 au Pike's Opera House (en), avant d'emménager à la salle de concerts de Cincinnati, le Cincinnati Music Hall.
L'orchestre est notamment dirigé par Richard Strauss et Edward MacDowell. Il assure la création américaine de la Symphonie no 3 et de la Symphonie no 5 de Gustav Mahler.
Le Cincinnati Pops Orchestra, qui regroupe les mêmes musiciens mais se produisant dans un répertoire plus populaire, est formé en 1977, avec Erich Kunzel comme chef.
En 1995, Jesús López-Cobos dirige l'orchestre dans une tournée européenne, la première depuis 1969. En plus des nombreux concerts donnés tout au long de la saison musicale, l'orchestre est le pilier du Cincinnati May Festival (en).
Paavo Järvi a assuré la direction musicale de l'orchestre de 2001 à 2011. L'orchestre et le chef ont réalisé ensemble quatorze CD et SACD chez Telarc (Stravinsky, Berlioz, Sibelius, Tubin, Rachmaninov, Ravel, Prokofiev, Dvořak, Martinů, Bartók, Lutosławski, Tchaïkovski, Britten, Elgar, Moussorgski, Debussy) et deux publiés sous le label de l'orchestre (Higdon, Coleman, Holland, Pann, Puts, Tüür, Sallinen, Salonen, Pärt, Sumera).
En avril 2012, l'orchestre annonce la nomination de Louis Langrée comme directeur musical pour quatre ans à partir de la saison 2013-2014. En 2017, il est renouvelé à son poste jusqu'en 2022. Il quittera ses fonctions à l'issue de la saison 2023-2024. En avril 2024, Cristian Măcelaru est nommé pour lui succéder.

## Directeurs musicaux
Comme directeurs musicaux de la formation se sont succédé :
- Frank Van der Stucken (1895-1907) ;
- puis, après une période de dissolution de l'orchestre entre 1907 et 1909[1] :
- Leopold Stokowski (1909-1912) ;
- Ernst Kunwald (1912-1917) ;
- Eugène Ysaÿe (1918-1922) ;
- Fritz Reiner (1922-1931) ;
- Eugène Goossens (1931-1947) ;
- Thor Johnson (1947-1958) ;
- Max Rudolf (1958-1970) ;
- Thomas Schippers (1970-1977) ;
- Walter Susskind (1978-1980) ;
- Michael Gielen (1980-1986) ;
- Jesús López-Cobos (1986-2001) ;
- Paavo Järvi (2001-2011) ;
- Louis Langrée (2013-2024) ;
- Cristian Măcelaru (à partir de 2024).

## Créations
L'Orchestre symphonique de Cincinnati est le créateur de nombreuses œuvres, d'Isaac Albéniz (Rhapsodie espagnole, orchestration de José Iturbi, 1957), Arthur Bliss (Hymn to Apollo, 1927), Ernest Bloch (America, 1928), Benjamin Britten (Scottish Ballad, 1941), Robert Casadesus (Symphonie no 2, 1940), Aaron Copland (Lincoln Portrait, 1942), Henry Cowell (Variations for Orchestra, 1956), George Crumb (Variazioni, 1965), Norman Dello Joio (Fantasy and Variations pour piano et orchestre, 1962), Camargo Guarnieri (Trois Danses brésiliennes, 1948), Gene Gutchë (en) (Perseus and Andromeda XX, 1976), Roy Harris (Cumberland Concerto, 1951), Hans Werner Henze (Moralities, 1968), Franz Liszt (Saint-Stanislaus, oratorio inachevé, 2003), Donald Martino (Concerto pour violoncelle, 1973), Peter Mennin (Pied Piper of Hamelin, 1969), Ottorino Respighi (Danses et airs antiques, suite no 2, 1924), Vittorio Rieti (Concerto pour deux pianos, 1952), Ned Rorem (Air Music, 1976, commande pour le bicentenaire des États-Unis ; Double Concerto in 10 Movements pour violoncelle, piano et orchestre, 1981), Gunther Schuller (Concerto pour cor no 1, 1945 ; Symphony Study, 1949 ; Contours, 1959 ; Concerto pour piano no 1, 1962), William Schuman (Credendum, 1955) et Jaromír Weinberger (Lincoln Symphony, 1941), notamment.